# 標本化定理
標本化定理（ひょうほんかていり、英: sampling theorem）またはサンプリング定理は、連続的な信号（アナログ信号）を離散的な信号（デジタル信号）へと変換する際に元の信号に忠実であるにはどの程度の間隔で標本化（サンプリング）すればよいかを示す、情報理論の定理である。

## 概要
標本化定理は、元の信号をその最大周波数の2倍を超えた周波数で標本化すれば完全に元の波形に再構成されることを示す。
標本化とは、数学的には連続関数の値からある点の値だけを標本として取り出して離散関数に変換する操作であり、与えられた連続関数 g と標本化関数 δ の積を求めることと等しい。標本化関数 δ とは、ある離散値（連続でない、飛び飛びの値）x に対してのみ δ(x) = 1 となり、その他の x に対しては δ(x) = 0 となるような関数である。対象となる原関数 g(x) と標本化関数 δ(x) の積を取ると、関数 {\displaystyle G(x)=\delta (x)g(x)} が得られる。δ(x) = 1 となる x に対してのみ {\displaystyle G(x)=g(x)} となり、それ以外の領域では G(x) = 0 となる。
標本化定理とは、ある関数 g(x) をフーリエ変換した関数 F(f) の成分（スペクトル）が、{\displaystyle |f|\geq W} の範囲で F(f) = 0 であるような関数 g(x) に対して、{\displaystyle {\tfrac {1}{f}}={\tfrac {1}{2W}}} より小さい周期を持つ標本化関数で標本化したときに得られる関数は、そのスペクトルのうち {\displaystyle |f|<W} が原関数のスペクトルに一致するというものである。
工学的には、原信号の成分の最大周波数 fmax の2倍（2fmax）よりも高い周波数 {\displaystyle f_{\mathrm {sampling} }} で標本化した信号は、ローパスフィルタ（ハイカットフィルタ）で高域成分を除去することで原信号を完全に復元できることを示している。例えば原信号に含まれる周波数が最高で fmax = 22.05 kHz だった場合、2fmax = 44.1 kHz よりも高い（{\displaystyle 2f_{\mathrm {max} }} を含まない）周波数で標本化すれば、原信号を完全に復元することができる。原信号が復元可能な周波数の上限 {\displaystyle {\tfrac {f_{\mathrm {sampling} }}{2}}} をナイキスト周波数、またナイキスト周波数の逆数をナイキスト周期と言う。
標本化周波数が 2fmax 以下であった場合、原信号にはない偽の周波数 {\displaystyle f_{\mathrm {sampling} }-f_{\mathrm {max} }} がエイリアス信号として復元信号に現れる。よって連続信号の標本化においては、ナイキスト周波数 2fmax よりも高い周波数で標本化しなければならない。

ナイキスト周波数と同じ周波数を持つ信号の標本化。青線の信号を標本化する（青丸）と0の信号（橙線・橙丸）と見分けがつかなくなり原信号を完全復元できない。

なお、アナログ信号からデジタル信号への変換については、標本化のほかに量子化が必要である。

## 標本化定理の証明
標本化定理は、フーリエ級数を用いると簡単に証明することができる。
理想的な標本化パルス列s(t)は、Tをサンプリング周期とし、デルタ関数{\displaystyle \delta (t)}を用いて、
{\displaystyle s(t)=\sum _{n=-\infty }^{\infty }\delta (t-nT)}
と表される。標本化入力信号をg(t)とすると、出力信号p(t)は
{\displaystyle p(t)=g(t)s(t)}
であるから、
{\displaystyle p(t)=g(t)\sum _{n=-\infty }^{\infty }\delta (t-nT)=\sum _{n=-\infty }^{\infty }g(nT)\delta (t-nT)}
となり、明らかにg(nT)の系列となる。
ここで、出力信号p(t)の周波数成分を計算するためにs(t)をフーリエ級数展開すると、
{\displaystyle s(t)={\frac {1}{T}}\sum _{n=-\infty }^{\infty }e^{jn\omega _{0}t}}
となる。ただし、{\displaystyle \omega _{0}=2\pi f_{0}={\frac {2\pi }{T}}}である。
扱いを容易にするために入力信号g(t)は振幅A、周波数{\displaystyle f_{a}={\frac {\omega _{a}}{2\pi }}}の単一正弦波として次のように置く。
{\displaystyle g(t)=A\cos(\omega _{a}t+\theta _{a})={\frac {A}{2}}e^{j(\omega _{a}t+\theta _{a})}+{\frac {A}{2}}e^{-j(\omega _{a}t+\theta _{a})}}
これに対する出力信号p(t)は、上の式より
{\displaystyle p(t)={\frac {A}{2T}}\sum _{n=-\infty }^{\infty }e^{j\{(n\omega _{0}+\omega _{a})t+\theta _{a}\}}+{\frac {A}{2T}}\sum _{n=-\infty }^{\infty }e^{j\{(n\omega _{0}-\omega _{a})t-\theta _{a}\}}}
となる。この式から周波数スペクトルの図を描き検討すると証明ができる。

## 抵抗と電圧のゆらぎについてのナイキストの定理
抵抗{\displaystyle R}と電圧のゆらぎとの比例関係。導体が温度{\displaystyle T}にあるとき、その両端には電位差{\displaystyle V(t)}が生じる。このとき
{\displaystyle \langle V(t)V(t')\rangle =2Rkt\delta (t-t')}
の関係をナイキストの定理という。この関係式は、角振動数{\displaystyle \omega }に対する電気伝導度{\displaystyle \sigma (\omega )}が{\displaystyle \omega }によらず{\displaystyle \sigma (0)}に等しい領域で成立する。これは一般の線形応答理論から基礎づけられる。これも歴史的には1つの揺動散逸定理の発見の例になっている。

## 歴史的背景
標本化定理はハリー・ナイキストが1928年に予想しており、これに対して1949年のクロード・シャノンの証明が有名である。そのため、シャノンの標本化定理やナイキスト＝シャノンの標本化定理と呼ばれることが多い。
しかし、その後の研究で、シャノンとは独立に標本化定理を証明していた人物が次々と見つかった。ソビエト連邦のウラジーミル・コテルニコフ（1935年）、ドイツのH.P.ラーベ（1938年）、日本の染谷勲（1949年）の論文が発見され、それぞれ標本化定理を証明した数学者として取り上げられた。このうちコテルニコフは1999年にドイツのエドゥアルト・ライン財団から「標本化定理を最初に証明した」として基礎研究賞を受賞している。
また、標本化定理の展開式と同じものを補間法の公式として、イギリスのエドマンド・テイラー・ホイッテーカーが1915年に証明している。そのため、ホイッテーカーも標本化定理の証明者としてみなされる場合がある。またホイッテーカーの証明方法からの日本の小倉金之助の論文（1920年）が、世界で最初の標本化定理の証明であると、2011年にブッツァーらによって発表されている。